# دوبرنیته
دوبرنیته (به بلغاری: Dobrenite) یک منطقهٔ مسکونی در بلغارستان است که در شهرستان دریانوو واقع شده‌است.